# Грб Руске Империје
Грб Руске Империје је био један од главних званичних државних симбола некадашње државе Руске Империје. 
Сличан грб се користио и раније док се држава називала Руско царство, али је са проширењем државе проширен и њен грб. 
Држава са именом Руска Империја је успостављена 2. новембра 1721. године, а њен званични грб је дефинитивно описан 3. новембра 1882. године, што се сматра датумом његовог коначног дефинисања.

## Опис грба
Велики грб Руске Империје је коначно дефинисан (усвојен) 3. новембра 1882. године за вријеме владавине цара Александара III Александровича и замјенио (допунио) је претходну верзију из 1857. године.
Овај грб, који је био дио националних симбола Руске Империје, имао је три варијанте:
- мали
- средњи (рус. Средний государственный герб Российской Империи) и
- велики грб

Велики грб се формирао проширењем основног грба, двоглавог црног орла на златном штиту коме изнад глава стоје три царске круне. На грудима орла је мањи штит са грбом Московља (Свети Ђорђе убива аждаху). Штит је крунисан кацигом Александра Невског и придржавају га два архангела, Архангел Михаило и Архангел Гаврило, постављени на плашту од хермелина који је крунисан већом царском круном на полулоптастој капуљачи на којој је исписан слоган: „Съ нами Богъ“ (С нама Бог).
Грб сферично окружује вијенац исплетен од ловорове и храстове гране, на којем су распоређени грбови девет зависних краљевина, а у врху и шест зависних кнежевина, крунисани припадајућим шапкама и крунама.

## Галерија грбова зависних краљевина и кнежевина
- Нумерисани нацрт великог грба
- Основни грб
- Мањи грб

- I — грб 
 Казањског царства
- II — грб 
 Астраханског царства
- III — грб 
 Пољског царства
- IV — грб 
 Сибирског царства
- V — грб 
 Тавријског царства
- VI — грб 
 Грузијског царства
- VII — грб 
 Великих кнежевина¹
- VIII — грб 
 Финског кнежевства
- IX — грб 
 Романових
- X — грб 
 Великоруских кнежевина²
- XI — грб 
 Југозападних кнежевина³
- XII — грб 
 Бјелорусије-Литваније
- XIII — грб 
 Прибалтика
- XIV — грб 
 Сјевероисточних кнежевина
- XV — грб 
 Туркестана

Напомена:
¹ Три велике кнежевине: Новгородска, Кијевска и Владимирска кнежевина; 
² Великоруске кнежевине и области: Псковска, Смоленска, Тверска, Југирска, Њижегородска,
Рјазањска, Ростовска, Јарославска, Белозјорска и Удорска;
³ Југозападне кнежевине: Волињска, Подолска и Черниговска. 